# Кавасіма Макото
Мако́то Кавасі́ма (англ. Makoto Kawashima; нар. 2 травня 1979, Японія) — японський хокеїст, захисник. 
У складі національної збірної Японії учасник кваліфікаційних турнірів до зимових Олімпійських ігор 2006 та зимових Олімпійських ігор 2010, та почав виступати за головну команду країни з 2000 року, на чемпіонатах світу — 2000 (дивізіон I), 2001 (дивізіон I), 2002 (дивізіон I), 2003 (дивізіон I), 2004 (дивізіон I), 2005 (дивізіон I), 2006 (дивізіон I), 2007 (дивізіон I), 2008 (дивізіон I), 2009 (дивізіон I) і 2010 (дивізіон I).
Виступав за «Одзі Іглс».

## Досягнення
- Переможець Хокейної Ліги Азії (2008, «Іглс»);